# Ministerium für Fischerei und Landwirtschaft (Island)
Das isländische Ministerium für Fischerei und Landwirtschaft (Sjávarútvegs- og Landbúnaðarráðuneytið) entstand 2008 und war zusammen mit dem Ministerium für Industrie und Handel seit 2012 organisatorisch Bestandteil des Ministeriums für Wirtschaft und Innovation (Atvinnuvega- og nýsköpunarráðuneytið), wobei beide Ministerien je einem eigenen Minister unterstanden. Der Hauptsitz befand sich in der Skúlagata 4 in Reykjavík. Am 1. Februar 2022 nahm nach einer Umstrukturierung der isländischen Ministerien das neue Ernährungsministerium (Matvælaráðuneytið) seine Arbeit auf und löste damit das Ministerium für Fischerei und Landwirtschaft ab.

## Geschichte
Das Ministerium für Fischerei und Landwirtschaft entstand nach einer Gesetzesänderung, die am 13. Juni 2007 durch das isländische Parlament Althing beschlossen worden war. Am 25. Juni wurde das Gesetz von Präsident Ólafur Ragnar Grímsson unterzeichnet. Es vereinigte zum 1. Januar 2008 die beiden bis dahin selbstständigen Vorgängerministerien, das Ministerium für Fischerei und das Ministerium für Landwirtschaft. Sigurgeir Þorgeirsson wurde zum Ständigen Staatssekretär des Ministeriums berufen.
Im Kabinett Sigmundur Davíð Gunnlaugsson war zunächst seit 23. Mai 2013 der Fischerei- und Landwirtschaftsminister Sigurður Ingi Jóhannsson zugleich auch Umweltminister, jedoch wurde das Ministerium für Umwelt und natürliche Ressourcen (Umhverfis- og auðlindaráðuneytið) am 31. Dezember 2014 von Sigrún Magnúsdóttir übernommen. Nachdem Sigurður Ingi Jóhannsson am 7. April 2016, nach dem Rücktritt von Sigmundur Davíð Gunnlaugsson, für die Übergangsperiode bis zur vorgezogenen Parlamentswahl vom 29. Oktober 2016 das Amt des Premierministers übernommen hatte, wurde Gunnar Bragi Sveinsson (Fortschrittspartei) zum Minister für Fischerei und Landwirtschaft ernannt. Seine Nachfolgerin im Kabinett Bjarni Benediktsson (2017) war seit dem 11. Januar 2017 Þorgerður Katrín Gunnarsdóttir von der Partei Viðreisn, auf sie folgte bereits am 30. November 2017 Kristján Þór Júlíusson im Kabinett Katrín Jakobsdóttir I.
Im Kabinett Katrín Jakobsdóttir II, das am 28. November 2021 als Fortführung der bestehenden Koalition gebildet wurde, wurden die Ministerien umstrukturiert. Das Ministerium für Fischerei und Landwirtschaft wurde auf den 1. Februar 2022 durch das neue Ernährungsministerium abgelöst. Ernährungsministerin ist Svandís Svavarsdóttir.

## Ministerliste

### Ministerium für Fischerei und Landwirtschaft
Die bisherigen Minister für Fischerei und Landwirtschaft waren:
- 1. Januar 2008 – 1. Februar 2009: Einar K. Guðfinnsson (Unabhängigkeitspartei) im Kabinett Geir Haarde
- 1. Februar 2009 – 10. Mai 2009: Steingrímur J. Sigfússon (Links-Grüne Bewegung) im Kabinett Jóhanna Sigurðardóttir I
- 10. Mai 2009 – 31. Dezember 2011: Jón Bjarnason (Links-Grüne Bewegung) im Kabinett Jóhanna Sigurðardóttir II
- 31. Dezember 2011 – 23. Mai 2013: Steingrímur J. Sigfússon (Links-Grüne Bewegung) im Kabinett Jóhanna Sigurðardóttir II
- 23. Mai 2013 – 7. April 2016: Sigurður Ingi Jóhannsson (Fortschrittspartei) im Kabinett Sigmundur Davíð Gunnlaugsson
- 7. April 2016 – 11. Januar 2017: Gunnar Bragi Sveinsson (Fortschrittspartei) im Kabinett Sigurður Ingi Jóhannsson
- 11. Januar 2017 – 30. November 2017 : Þorgerður Katrín Gunnarsdóttir (Viðreisn) im Kabinett Bjarni Benediktsson (2017)
- 30. November 2017 – 28. November 2021 : Kristján Þór Júlíusson (Unabhängigkeitspartei) im Kabinett Katrín Jakobsdóttir I
- 28. November 2021 – 31. Januar 2022 : Svandís Svavarsdóttir (Links-Grüne Bewegung) im Kabinett Katrín Jakobsdóttir II (ab 1. Februar 2022 neu Ernährungsministerin)

### Ministerium für Fischerei
Die bisherigen Fischereiminister waren:
- 14. November 1963 – 10. Juli 1970: Eggert G. Þorsteinsson in der Regierung Bjarni Benediktsson
- 10. Juli 1970 – 14. Juli 1971: Eggert G. Þorsteinsson in der Regierung Jóhann Hafstein
- 14. Juli 1971 – 28. August 1974: Lúðvík Jósepsson in der Regierung Ólafur Jóhannesson
- 28. August 1974 – 1. September 1978: Matthías Bjarnason in der Regierung Geir Hallgrímsson
- 1. September 1978 – 15. Oktober 1979: Kjartan Jóhannsson in der Regierung Ólafur Jóhannesson
- 15. Oktober 1979 – 8. Februar 1980: Kjartan Jóhannsson in der Regierung Benedikt Gröndal
- 8. Februar 1980 – 26. Mai 1983: Steingrímur Hermannsson in der Regierung Gunnar Thoroddsen
- 26. Mai 1983 – 16. Oktober 1985: Halldór Ásgrímsson in der Regierung Steingrímur Hermannsson
- 16. Oktober 1985 – 8. Juli 1987: Halldór Ásgrímsson in der Regierung Steingrímur Hermannsson
- 8. Juli 1987 – 28. September 1988: Halldór Ásgrímsson in der Regierung Þorsteinn Pálsson
- 28. September 1988 – 10. September 1989: Halldór Ásgrímsson in der Regierung Steingrímur Hermannsson
- 10. September 1989 – 30. April 1991: Halldór Ásgrímsson in der Regierung Steingrímur Hermannsson
- 30. April 1991 – 11. Mai 1999: Þorsteinn Pálsson in den Regierungen von Davíð Oddsson; nach seinem Rücktritt übernahm kurzfristig der Premierminister Davíð Oddsson selbst das Ministerium.
- 28. Mai 1999 – 23. Mai 2003: Árni M. Mathiesen in der Regierung Davíð Oddsson
- 23. Mai 2003 – 15. September 2004: Árni M. Mathiesen in der Regierung Davíð Oddsson
- 15. September 2004 – 27. September 2005: Árni M. Mathiesen in der Regierung Halldór Ásgrímsson
- 27. September 2005 – 31. Dezember 2007: Einar K. Guðfinnsson in den Regierungen Halldór Ásgrímsson und Geir Haarde

### Ministerium für Landwirtschaft
Die bisherigen Landwirtschaftsminister waren:
- 21. Oktober 1944 – 4. Februar 1947: Pétur Magnússon
- 4. Februar 1947 – 6. Dezember 1949: Bjarni Ásgeirsson
- 6. Dezember 1949 – 14. März 1950: Jón Pálmason
- 14. März 1950 – 11. September 1953: Hermann Jónasson
- 11. September 1953 – 24. Juli 1956: Steingrímur Steinþórsson
- 24. Juli 1956 – 23. Dezember 1958: Hermann Jónasson
- 23. Dezember 1958 – 20. November 1959: Friðjón Skarphéðinsson
- 20. November 1959 – 14. Juli 1971: Ingólfur Jónsson
- 14. Juli 1971 – 1. September 1978: Halldór E. Sigurðsson
- 1. September 1978 – 15. Oktober 1979: Steingrímur Hermannsson
- 15. Oktober 1979 – 8. Februar 1980: Bragi Sigurjónsson
- 8. Februar 1980 – 26. Mai 1983: Pálmi Jónsson
- 26. Mai 1983 – 28. September 1988: Jón Helgason
- 28. September 1988 – 30. April 1991: Steingrímur J. Sigfússon
- 30. April 1991 – 23. April 1995: Halldór Blöndal
- 23. April 1995 – 11. Mai 1999: Guðmundur Bjarnason
- 11. Mai 1999 –  28. Mai 1999: Halldór Ásgrímsson
- 28. Mai 1999 – 24. Mai 2007: Guðni Ágústsson
- 24. Mai 2007 – 31. Dezember 2007: Einar K. Guðfinnsson